# Assembleia de Deus

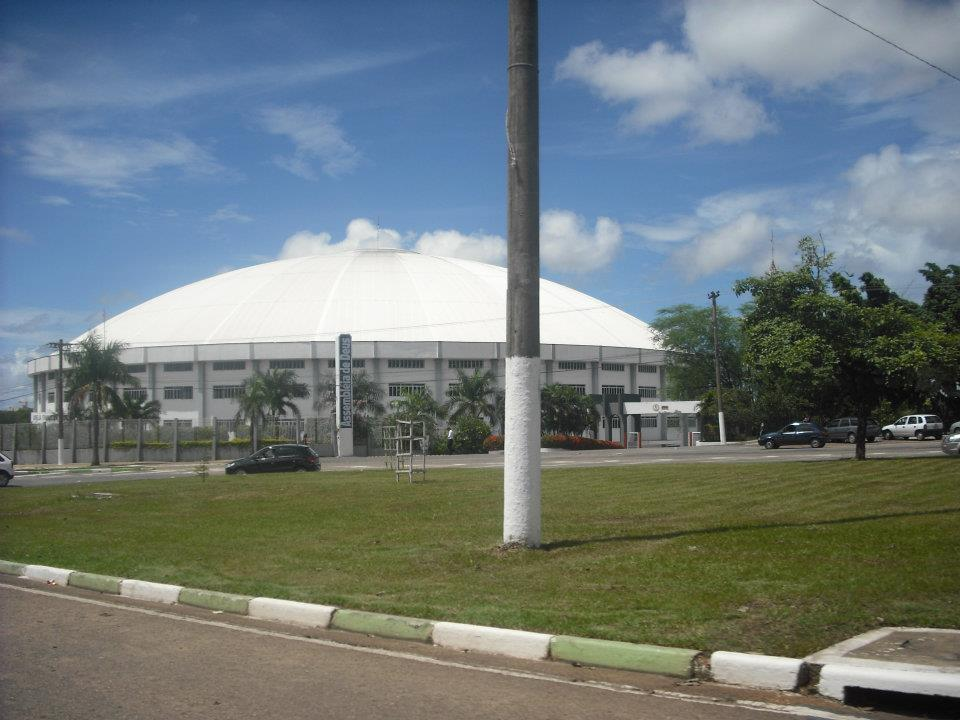
Grande Templo i Cuiabá, Mato Grosso.

Assembleia de Deus (på svenska Guds församling) är ett namn som används av flera brasilianska pingstsamfund, med rötter till den rörelse som de svensk-amerikanska missionärerna Daniel Berg och Gunnar Vingren 1911 startade i Belém i delstaten Pará i Brasilien.

## Historik
1916 skickade Filadelfiaförsamlingen i Stockholm sina första missionärer, Samuel och Lina Nyström, för att hjälpa Berg och Vingren. Omkring 30 skandinaviska, mestadels svenska, missionärer har arbetat i Brasilien.
Sedan 1918 har den Svenska pingstmissionen i Brasilien, kyrkogemenskap med amerikanska Assemblies of God. 
1930 kom Filadelfiaförsamlingen i Stockholms Lewi Pethrus till Brasilien för att ge samfundet självständighet.
Sedan 1980-talet har Assembleia de Deus uppdelats i många olika organisationer: 
- Convenção Geral das Assembleias de Deus no Brasil (CGADB) är den största organisationen och hade 2001 3,5 miljoner medlemmar. De ser sig som arvtagare till den svenska missionen. Huvudkontoret finns i Rio de Janeiro. CGADB är den enda gruppen som har officiell gemenskap med amerikanska Assemblies of God och World Assemblies of God Fellowship.
- Convenção Nacional das Assembleias de Deus eller Assembleia de Deus Ministerio Madureira startade 1958 som en CAGDB-församling. 1989 uteslöts församlingen från CGADB tillsammans med 1/3 av dåvarande CGADB:s medlemmar och församlingar. 2001 hade man cirka 2 miljoner medlemmar. Samfundet har en episkopal kyrkoförfattning, men teologin liknar GCADB:s. Huvudkontor finns i Madureira-området i Rio de Janeiro.
- Assembleia de Deus Betesta har nästan 200 församlingar och huvudkontoret finns i Fortaleza, Ceará.
- Därtill finns det nästan ett hundratal andra mindre organisationer.

2001 hade de kyrkor i Brasilien som bär namnet Assembleia de Deus tillsamman 8,5 miljoner medlemmar. Enligt en DN-artikel 2014 anges "Guds församling" ha 12 miljoner medlemmar.
I Brasilien finns det därtill också andra stora pingströrelser, exempelvis Kristna församlingen i Brasilien och andra  samfund med historiska länkar till de skandinaviska missioner: Convenção das Igrejas Batistas Independentes, "O Brasil para Cristo"-rörelsen, och Igreja Avivamento Bíblico.

## Organisationer
Assembleia de Deus har en icke-territoriell episkopal organisationen som kallas Ministerio , där varje Ministerio leds av en moderkyrka under ordförandeskap av en pastor (som även kallas biskop eller apostel i respektive Ministerio). Ministerio bestämmer över de närstående församlingarna (anslutna lokala kyrkorna). Moderkyrkan får tiondet och förvaltar medel för de anslutna lokala kyrkorna, samt utnämner pastorer för de lokala församlingarna. I beslutsprocessen finns det en stark påverkan av det pastorala ledarskapet, vilket medför att ledamöterna endast godkänner Ministerio-besluten.